# San Pelayo (El Franco)
San Pelayo (oficialmente y en asturiano: San Polayo) es un lugar perteneciente a la parroquia de Valdepares, en el concejo de El Franco, comarca de Eo-Navia, Principado de Asturias, España.